# Pallacanestro Virtus Roma 1986-1987
Formazione della Pallacanestro Virtus Roma 1986-1987.
1986/87
| 15 | Stati Uniti (bandiera) | Mike Bantom         |
| 4  | Italia (bandiera)      | Massimo Bastianelli |
| 9  | Italia (bandiera)      | Stefano Bechini     |
| 7  | Italia (bandiera)      | Luca Centofanti     |
| 4  | Stati Uniti (bandiera) | George Gervin       |
| 10 | Italia (bandiera)      | Enrico Gilardi      |
| 6  | Italia (bandiera)      | Tiziano Lorenzon    |
| 8  | Italia (bandiera)      | Corrado Moffa       |
| 13 | Italia (bandiera)      | Flavio Pastorello   |
| 11 | Italia (bandiera)      | Fulvio Polesello    |
| 14 | Italia (bandiera)      | Franco Rossi        |
| 5  | Italia (bandiera)      | Stefano Sbarra      |
| 12 | Stati Uniti (bandiera) | Scott May           |

- Allenatore: Giuseppe Guerrieri
- Presidente: Eliseo Timò